# Street Fighter: The Movie (konsolspel)
Street Fighter: The Movie, släppt i Japan som Street Fighter: Real Battle on Film (ストリートファイター リアルバトル オン フィルム?), är ett man mot man-fightingspel utgivet 1995 till Playstation och Sega Saturn. Spelet är baserat på filmen med samma namn från 1994  och använder sig av filmscener. Ett arkadspel med samma namn släpptes också, men konsolspelet är inte en portering utan ett separatproducerat spel. 
Konsolversionen utvecklades och utgavs av Capcom i Japan och i Nordamerika, Europa  och Australien  av Acclaim.

### Fotnoter
1. ↑  ”Street Fighter: The Movie” (på engelska). Mobygames. 12 mars 1995. http://www.mobygames.com/game/street-fighter-the-movie. Läst 25 maj 2014.